# به نو ری
به نو ری (کره‌ای: 배누리؛ زادهٔ ۴ فوریهٔ ۱۹۹۳) یک مانکن (فرد)، و بازیگر سینما اهل کره جنوبی است. وی نقش «جان شیل» را در سریال کره ای افسانه خورشید و ماه (ماه در آغوش خورشید) بر عهده داشت.

## فیلموگرافی

### سریال‌های تلویزیونی
| سال  | عنوان                                       | نقش                | شبکه        |
| ---- | ------------------------------------------- | ------------------ | ----------- |
| ۲۰۱۰ | آنگ شیم جونگ                                | میونگ ول           | E Channel   |
| ۲۰۱۱ | رویای بلند                                  | Kirin High student | کی‌بی‌اس۲     |
| ۲۰۱۱ | قاتل کی                                     | نال نا ری          | CGV         |
| ۲۰۱۱ | دختر من گله                                 | Daily tea lady     | SBS         |
| ۲۰۱۱ | "شهر درام، متاسفم دیر اومدم                 | دانش آموز سیونگ‌های | KBS2        |
| ۲۰۱۲ | افسانه خورشید و ماه                         | جان شیل            | MBC         |
| ۲۰۱۲ | عزیز تو                                     | هنگ ران            | jTBC        |
| ۲۰۱۳ | آوازه جوانی                                 | جانگ هیون جین      | KBS2        |
| ۲۰۱۳ | درامای ویژه کی‌بی‌اس: پدر من یک مدل برهنه است | شین‌های             | KBS2        |
| ۲۰۱۴ | نسل الهام بخش                               | یانگ ینگ           | KBS2        |
| ۲۰۱۴ | خشکشویی سوئدی                               | بای یونگ می        | MBC Every 1 |

### فیلم
| سال  | عنوان         | نقش   |
| ---- | ------------- | ----- |
| ۲۰۱۰ | آقای زمبی     | سو را |
| ۲۰۲۳ | قانون شکنان ۳ | میمی  |

### موزیک ویدیو
| سال  | عنوان آهنگ      | هنرمند           |
| ---- | --------------- | ---------------- |
| ۲۰۱۰ | "Crackin' Love" | Catch the Goblin |